# Justyn Węglorz
Justyn Alojzy Węglorz (Rybnik, 27 maggio 1958) è un ex cestista polacco.

## Carriera
Con la Polonia ha disputato i Giochi olimpici di Mosca 1980 e quattro edizioni dei Campionati europei (1979, 1981, 1983, 1985).

## Palmarès
- Campionato polacco: 2

Zagłębie Sosnowiec: 1984-85, 1985-86
- Coppa di Polonia: 1

Zagłębie Sosnowiec: 1983